# 8. Panzer-Division (Wehrmacht)
Die 8. Panzer-Division war ein nach Abschluss der Kämpfe in Polen 1939 aus einer leichten Division aufgestellter Großverband des Heeres der deutschen Wehrmacht im Zweiten Weltkrieg.

## 3. leichte Division

### Aufstellung
Am 10. November 1938 wurde im Wehrkreis III die 3. leichte Division neu aufgestellt. Stationiert war der Verband in Brandenburg mit dem Divisionsstab in Cottbus. Die Truppenteile, welche der Division zugeordnet wurden, waren schon seit August 1938 in ihren Standorten aufgestellt worden. Die meisten Truppenteile entstanden durch Abgaben der 3. Infanterie, der 23. Infanterie, der 3. Panzer, der 1. Kavallerie und der 2. Kavallerie-Division.
Die Gliederung mit den für den Verband durchgeführten Neuaufstellungen war:
- Divisionsstab (Cottbus)
- Kavallerie-Schützen-Regiment 8 () (mit zwei Abteilungen ohne Stab)
- Kavallerie-Schützen-Regiment 9 () (aus I.Bataillon/Infanterie-Regiment 29 und personellen Abgaben der 23. Infanterie-Division)
- Aufklärungs-Regiment (mot.) 8 () (aus einer Abteilung des Aufklärungs-Regiment (mot.) 6 und Abgaben Reiter-Regiment 4)
- Panzer-Abteilung (verl.) 67 (Groß-Glienicke) (aus je einer Kompanie Panzer-Regiment 5 und 6)
- Artillerie-Regiment (mot.) 80 ()
- Panzerabwehr-Kompanie 43 () (aus 4. Kompanie / Panzer-Abwehr-Abteilung 23)
- Pionier-Kompanie (mot.) 59 ()
- Nachrichten-Kompanie (mot.) 84 () (aus 4. Kompanie (mot.) / Nachrichten-Abteilung 3)
- Nachschubtruppen Nr. 59

Eine Besonderheit in den leichten Divisionen waren die verlasteten Panzer Abteilungen. Die 3. leichte Division erhielt die Panzer Abteilung (verlastet) 67 die in Groß-Glienicke bei Berlin stationiert war. Dieser Verband verfügte über 47 Pz.Kpfw. I und 38 Pz.Kpfw. II sowie einen Pz.Kpfw. III, die alle auf schweren Lastkraftwagen und Tiefladeanhängern transportiert werden konnten.
Nachdem im großen Herbstmanöver der Einsatz von verlasteten Panzer Abteilungen erprobt worden war, stellte sich heraus, dass das Konzept sich nicht bewähren würde. Infolgedessen gab die Panzerabteilung ihre schweren Lastkraftwagen und Tiefladeanhänger im Sommer 1938 ab.
Die 3. Kompanie (le.) / Panzer-Abteilung 67 wird als leichte Abteilung im Frühjahr 1939 mit eigenen Kräften der Abteilung gebildet.

### Polenfeldzug
Beim Angriff auf Polen im September 1939 kämpfte der Verband auf dem linken Flügel der 10. Armee bei der Heeresgruppe Süd.

## Einsatz

### Aufstellung durch Umgliederung der 3. le.Div.
Die 8. Panzer-Division wurde am 16. Oktober 1939 in Cottbus im Wehrkreis III aus der 3. leichten Division gebildet.
Die Gliederung mit den für den Verband durchgeführten Neuaufstellungen war:
- Divisionsstab (Cottbus) (aus )
- Panzer-Regiment 10 (Groß-Glienicke) (aus Abgaben Panzer-Brigade 3, I. Abteilung aus I./Pz.Rgt. 10 und II. Abteilung aus der Panzer-Ersatz-Abteilungen 5, 10 und 15)
- Panzer-Abteilung 67
- Schützen-Brigade 8 ()
  - Schützen-Regiment 8 () (aus Teilen Kavallerie-Schützen-Regiment (mot.) 8 und Kavallerie-Schützen-Regiment (mot.) 9)
  - Kradschützen-Bataillon 8 () (aus II. Bataillon / Kavallerie-Schützen-Regiment 9 (Sorau))
- Artillerie-Regiment (mot.) 80 (Cottbus/Jüterbog) (verstärkt mit 7. und 8. Batterie)
- Aufklärungs-Abteilung (mot.) 59 () (aus II. Bataillon / Aufklärungs-Regiment (mot.) 8)
- Panzer-Abwehr-Abteilung 42 () (aus )
- Nachrichten-Abteilung (mot.) 84 () (verstärkt aus Ursprungsverband)
- Pionier-Bataillon (mot.) 59 () (verstärkt aus Ursprungsverband)
- Sonstige Versorgungstruppen mit der Nr. 59

### Frankreichfeldzug
Ab dem 10. Mai 1940 nahm der Verband als Teil des XXXI. (41.) Panzer-Korps in der Panzergruppe von Kleist am Frankreichfeldzug teil.
- Stoß durch Belgien
- Maasübergang bei der 6. Panzer-Division nördlich von Monthermé
- Angriff über den Raum nördlich von Arras-Cambrai
- Vorstoß in den Raum östwärts von Dünkirchen
- Vormarsch an die Aisne
- Sicherung des Raums um Rethel

Nach dem 10. Juni Unterstellung bei der Panzergruppe Guderian.
- Angriff durch die Riegelstellung „Weygand-Linie“
- Vorstoß in den Raum Somme-Py/Suippes
- Vorstoß durch Bar-le-Duc nach Charmes im Departement Moselle
- Angriff in den Rücken der „Maginot-Linie“ im südlichen Abschnitt
- Zusammentreffen der von Osten angreifenden Infanteriedivisionen der Heeresgruppe C (Vogesen)

Nach dem Ende der Operationen im Westen wurde sie für ein mögliches Landungsunternehmen in Großbritannien in Belgien und Nordfrankreich stationiert. Hier erfolgten Übungen für den Landungseinsatz.
Im November 1940 wurde entschieden die Division zurück in die Heimatgarnisonen zu verlegen. Es folgten Umgliederungen, von denen das Panzer-Regiment 10, die Panzerjäger-Abteilung 43, die Schützen-Brigade 8, das Panzer-Artillerie-Regiment 80, die Panzer-Aufklärungs-Abteilung 59 und das Schützen-Regiment 9 betroffen waren.
Im April 1941 wurde die Division zum XXXXVI. (46.) Panzer-Korps der Panzergruppe 4 auf den Balkan verlegt.

### Balkanfeldzug
Mit Beginn des Balkanfeldzugs wurde die Division in der Panzergruppe 4 des XXXXVI. (46.) Panzer-Korps eingesetzt. Aus der Steiermark kommend stößt die Division nach Kroatien in den Raum um Agram vor. Der weitere Angriff geht in den Raum westlich Sarajewo bis an die Adria. Das schnelle Ende der Operation führt zur Rückverlegung nach Süddeutschland. Es folgt im Zeitraum Mai/Juni 1941 eine Auffrischung im Raum um Tabor in Böhmen/Mähren. Um der Division mehr direkte Feuerkraft zu geben, wird der 8. Schützen-Brigade eine der wenigen Selbstfahrlafetten-Kompanien mit 15-cm-sIG 33 auf Pz.Kpfw. I Ausf. B-Fahrgestellen unterstellt.

### Unternehmen Barbarossa

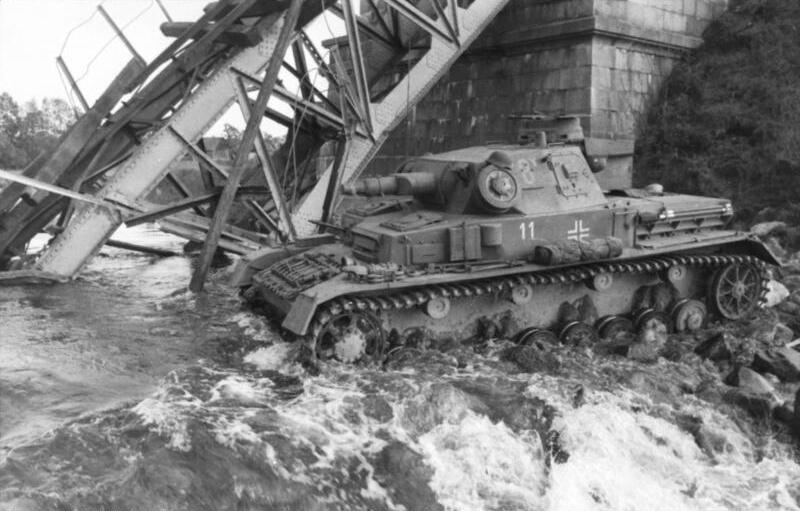
Panzer IV der 8. PzD in Russland (1941)

Ab dem 22. Juni 1941 gehörte die Division beim Angriffskrieg gegen die Sowjetunion im Rahmen des LVI. (56.) Panzer-Korps der Panzergruppe 4 bei der Heeresgruppe Nord.
Das Korps stieß im Norden durch Livland-Ingermanland bis in den Raum vor Leningrad vor. Auch als Panzerkorps Manstein bezeichnet ging es über Dünaburg zur Stalin-Linie etwas südlich von Ostrow. Danach marschierte die Division westlich des Fluss Luga bis zum Samra-See. Es folgten Ende Juli 1941 Abwehrkämpfe an einem Brückenkopf über die Luga, welche die 1. Panzer-Division bei Ssabsk gewonnen hatte.
Mit dem 8. August begann mit Unterstellung beim XXXXI. (41.) Panzer-Korps ein Vorstoß auf dem rechten Flügel der Panzergruppe Hoepner (Pz.Gr. 4). Der Angriff erreichte am 30. August Krasnogwardeisk. Die Division wurde nach Südwesten geschickt, wo durch den Vorstoß die Einkesselung starker sowjetischer Kräfte im Raum Luga gelang. Nach Abschluss der Operation folgte die Verlegung zur 16. Armee in den Raum Nowgorod. Als Teil des XXXIX. (39.) Panzer-Korps stößt die Division auf Demjansk vor und greift danach die sowjetische Riegelstellung bei Schlüsselburg an der Newa an. Nachdem diese Angriffe nur zur Einschließung von Leningrad führen geht die Division südlich Leningrad zur Verteidigung über.
Es folgen Kämpfe im Waldai und um Cholm. Im Dezember 1942 wurde die Division der Heeresgruppe Mitte zugeteilt.

### Unternehmen Zitadelle
Im Sommer 1943 nahm der Verband an der Schlacht um Kursk teil.

### Heeresgruppe Süd
Im Spätjahr 1943 wurde die Division zur Heeresgruppe Süd verlegt.
Im Verlauf des Jahres 1944 kämpft der Verband bei der Heeresgruppe Süd und macht die Rückzugsbewegungen über die Ukraine in die Slowakei nach Budapest mit.
Am 11. September verließ ein Transport mit 21 neuen Jagdpanzern IV für die Panzerjäger-Abteilung 43 der Division das Heereszeugamt.

### Budapest
Ab dem 12. Dezember bildete die Division in der Abwehrschlacht westlich von Budapest zwei Kampfgruppen. Die Kampfgruppe von Generalmajor Hax mit der Masse der Division bleibt nördlich der Donau beim LVII. (57.) und später beim IV. Panzerkorps. Die Gruppe kommt südwestlich von Ipoysag und bei der Verteidigung am Gran zum Einsatz. Die zweite Kampfgruppe wird mit der Gruppe Pappe bei der 6. Armee zur Bereinigung eines Durchbruch westlich von Budapest angesetzt. Später wird die Gruppe beauftragt eine Frontlücke nordostwärts von Stuhlweißenburg zu schließen. Im Rahmen des LVII. (57.) Panzer-Korps  zieht sich die Division Ende Januar 1945 über Sillein nach Oberschlesien zurück.
Ab Februar kommt es zu wechselhaften Kämpfen im Raum Rybnik und bei Ratibor in Oberschlesien. Mitte Februar wird der Verband in der Verteidigung südlich von Breslau eingesetzt. Für die Gruppe Nehring wird am 10. März ein Entsatzangriff auf Lauban an der Queiss durchgeführt. Nach Erreichen der industriellen Gebiete von Mährisch-Ostrau kommt es Mitte März zu Abwehrkämpfen in diesem Gebiet.
Im Raum Brünn kommt es Ende April zu Abwehrkämpfen, welche später als Panzerschlacht um Austerlitz vermerkt wurden. Das eigene Korps wird anschließend im Raum Olmütz mit dem XXXXIX. (39.) Gebirgs-Korps zusammengeführt. Südostwärts von Prag kam es als Gruppe Hax in der Nachhut beim Rückzug auf die Elbe bei der 1. Panzer-Armee noch zu harten Rückzugskämpfen gegen die nachdrängende Rote Armee.

### Kapitulation
Die Division wurde geteilt und kapitulierte am 10. Mai 1945 bei Brünn und Deutsch Brod vor der Roten Armee.

## Kommandeure
- Generalleutnant Adolf-Friedrich Kuntzen – 16. Oktober 1939 bis 20. Februar 1941
- Generalmajor Erich Brandenberger – 20. Februar bis 21. Februar 1941
- Generalleutnant Walter Neumann-Silkow – 21. Februar bis 26. Mai 1941
- Generalmajor Erich Brandenberger – 26. Mai bis 8. Dezember 1941
- Generalleutnant Werner Hühner – 8. Dezember 1941 bis 20. März 1942
- General der Panzertruppe Erich Brandenberger – 20. März bis 6. August 1942
- Generalleutnant Josef Schrötter – 6. August bis 10. November 1942
- General der Panzertruppe Erich Brandenberger – 10. November 1942 bis 17. Januar 1943
- Generalleutnant Sebastian Fichtner – 17. Januar bis 20. September 1943
- Generalmajor Gottfried Frölich – 20. September 1943 bis 1. April 1944
- Generalmajor Werner Friebe – 1. April bis 21. Juli 1944
- Generalmajor Gottfried Frölich – 21. Juli 1944 bis 5. Januar 1945
- Generalmajor Heinrich-Georg Hax – 5. Januar bis 8. Mai 1945 (Kapitulation)[5]

## Gliederung
| 3. leichte Division bis 16. Oktober 1939 Polenfeldzug             | 8. Panzer-Division April 1940 Westfeldzug                                            | 8. Panzer-Division 1943 Ostfront                           |
| ----------------------------------------------------------------- | ------------------------------------------------------------------------------------ | ---------------------------------------------------------- |
| - Panzer-Abteilung 67                                             | - Panzer-Regiment 10 - I. + II. Abteilung - Panzer-Abteilung 67 (bis September 1942) | - Panzer-Regiment 10                                       |
| - Kavallerie-Schützen-Regiment 8 - Kavallerie-Schützen-Regiment 9 | - Schützen-Brigade 8 - Schützen-Regiment 8 - Krad-Schützen-Bataillon 8               | - Panzergrenadier-Regiment 8 - Panzergrenadier-Regiment 28 |
| - Aufklärungs-Regiment 8                                          | - Aufklärungs-Abteilung 59                                                           | - Panzer-Aufklärungs-Abteilung 8                           |
| - Artillerie-Regiment 80                                          | - Artillerie-Regiment 80                                                             | - Panzer-Artillerie-Regiment 80                            |
| - Panzerabwehr-Abteilung 43                                       | - Panzerjäger-Abteilung 43                                                           | - Panzerjäger-Abteilung 43                                 |
|                                                                   |                                                                                      | - Heeres-Flak-Artillerie-Abteilung 286                     |
| - Pionier-Bataillon 59                                            | - Pionier-Bataillon 59                                                               | - Panzer-Pionier-Bataillon 59                              |
| - Divisions-Nachrichten-Abteilung 84                              | - Nachrichten-Abteilung 84                                                           | - Nachrichten-Abteilung 84                                 |
| - Infanterie-Divisions-Nachschubführer 59                         | - Versorgungstruppen 59                                                              | - Versorgungstruppen 59                                    |

Für die Ersatzgestellung des Stabes war das Schützen-Ersatz-Bataillon 8 in Frankfurt (Oder), später das Panzergrenadier-Ersatz-Bataillon 8 in Sorau zuständig.

## Bekannte Divisionsangehörige
- Heinz Hax (1900–1969), war ein dreifacher Olympiateilnehmer und ab 1958, als Generalmajor, Stellvertretender Kommandierender General des III. Korps des Heeres der Bundeswehr
- Heinz Kasch (1926–2016),  war von 1983 bis 1986, als Generalleutnant des Heeres der Bundeswehr, Stellvertretender Inspekteur des Heeres